# Consistório Ordinário Público de 1897

## Cardeais Eleitores
| Nº                 | País               | Nome                                         | Idade              | Cargo                               | Título ou Diaconia                                        |
| Cardeais eleitores | Cardeais eleitores | Cardeais eleitores                           | Cardeais eleitores | Cardeais eleitores                  | Cardeais eleitores                                        |
| ------------------ | ------------------ | -------------------------------------------- | ------------------ | ----------------------------------- | --------------------------------------------------------- |
| 1                  | Espanha            | José María Martín de Herrera y de la Iglesia | 61                 | Arcebispo de Santiago de Compostela | Cardeal-presbítero de Santa Maria na Traspontina          |
| 2                  | França             | Pierre-Hector Coullié                        | 68                 | Arcebispo de Lyon                   | Cardeal-presbítero de Santíssima Trindade no Monte Pincio |
| 3                  | França             | Guillaume-Marie-Joseph Labouré               | 55                 | Arcebispo de Rennes                 | Cardeal-presbítero de Santa Maria Nova                    |
| 4                  | França             | Guillaume-Marie-Romain Sourrieu              | 72                 | Arcebispo de Rouen                  | Cardeal-presbítero de São Clemente                        |

## Link Externo
- «Catholic Hierarchy» (em inglês)